# Waleska Soto
Ana Waleska Soto Abril (ur. 14 sierpnia 1990 w Gwatemali) – gwatemalska strzelczyni specjalizująca się w trapie, softballistka i psycholog sportowa, olimpijka z Tokio 2021 i z Paryża 2024, mistrzyni Ameryki.

## Udział w zawodach międzynarodowych
| Impreza              | Rok  | Miejsce          | Trap   | Trap         |
| Impreza              | Rok  | Miejsce          | indyw. | druż. miesz. |
| -------------------- | ---- | ---------------- | ------ | ------------ |
| Igrzyska olimpijskie | 2021 | Tokio            | 23     | –            |
| Igrzyska olimpijskie | 2024 | Paryż            | 19     | –            |
| Mistrzostwa świata   | 2015 | Lonato del Garda | 56     | –            |
| Mistrzostwa świata   | 2022 | Osijek           | 109    | 140          |
| Mistrzostwa świata   | 2023 | Baku             | 109    | 131          |
| Mistrzostwa Ameryki  | 2014 | Guadalajara      | 11     | –            |
| Mistrzostwa Ameryki  | 2018 | Guadalajara      | 6      | –            |
| Mistrzostwa Ameryki  | 2024 | Santo Domingo    | 01 !   | –            |

## Życie prywatne
Równocześnie ze strzelectwem trenowała softball, otrzymując powołania do reprezentacji Gwatemali na mistrzostwa kontynentu. Ostatecznie zdecydowała się na skupieniu się na strzelectwie, po wypadnięciu softballu z programu igrzysk olimpijskich.
Ukończyła studia na kierunku psychologii sportu.